# Lunatic treasure
「lunatic treasure」（ルナティック・トレジャー）は1998年5月13日にリリースされたpool bit boysの3rdシングル。発売元はavex tune。

## 制作
松井寛がリミックスを手掛けた表題曲「lunatic treasure」のACROSS THE UNIVERSE MIXが本作のカップリングに収録されているほか、1stアルバム『POOL BIT BOYS』には「album mix」として別ミキシングされたものが収録されている。

## チャート成績
累計売上は2.6万枚を記録した。
オリコンチャート28位を獲得した。

## 収録曲
全曲作詞：井上秋緒　作曲・編曲：浅倉大介
1. lunatic treasure (ORIGINAL MIX)
2. lunatic treasure (ACROSS THE UNIVERSE MIX)
3. lunatic treasure (INSTRUMENTAL)